# Siu-Tung Ching
Ching Siu-tung (Hong Kong, 1953) è un regista cinematografico cinese.
È noto per aver diretto la trilogia cinematografica Storia di fantasmi cinesi.

## Biografia
Coreografo, attore e regista cinese, conosciuto anche come Tony Ching.

## Filmografia parziale

### Regista
- Duel to the Death (Xian si jue) (1983)
- Qi yuan (1986)
- Storia di fantasmi cinesi (Sinnui yauman) (1987)
- Qin yong (1989)
- Siu ngo gong woo, co-regia con King Hu, Raymond Lee e Tsui Hark (1990)
- Storia di fantasmi cinesi 2 (Sien lui yau wan II: Yan gaan dou) (1990)
- Cai shu zhi heng sao qian jun, co-regia con Tsui Hark (1991)
- Storia di fantasmi cinesi 3 (Sien lui yau wan III: Dou dou dou) (1991)
- Siu ngo gong woo: Dung Fong Bat Bai, co-regia con Stanley Tong (1992)
- Dung Fong Bat Bai: Fung wan joi hei, co-regia con Raymond Lee (1993)
- Chai Gong, co-regia con Johnnie To (1993)
- The Executioners (Yin doi hou hap zyun), co-regia con Johnnie To (1993)
- 7 jin gong (1994)
- Dr. Wai (Mo him wong) (1996)
- The Longest Day (1997)
- Chung wah do hap (2000)
- Naked Weapon (Chik loh dak gung) (2002)
- Belly of the Beast (2003)
- L'imperatrice e i guerrieri (Jiang shan mei ren) (2008)
- Bai she chuan shuo (2011)
- Zhu xian I (2019)

### Coreografo (scene d'azione)
- A Better Tomorrow II (英雄本色 II Ying huang boon sik II), regia di John Woo (1987)
- Dragon Inn (San lung moon hak chan), regia di Rymong Lee (1992)
- Shaolin Soccer (少林足球, Shàolín zúqiú), regia di Stephen Chow (2001)
- Hero (英雄, Yīngxióng), regia di Zhang Yimou (2002)
- La foresta dei pugnali volanti (十面埋伏, Shí miàn mái fú), regia di Zhang Yimou (2004)
- Krrish, regia di Rakesh Roshan (2006)
- La città proibita (Curse of the Golden Flower), regia di Zhang Yimou (2006)
- In the Name of the King (In the Name of the King: A Dungeon Siege Tale), regia di Uwe Boll (2007)